# Velika Polana
Velika Polana là một khu tự quản (tiếng Slovenia: občine, số ít – občina) trong vùng Pomurska của Slovenia. Velika Polana có diện tích 18.7 km2, dân số là theo điều tra ngày 31 tháng 3 năm 2002 là 1511 người. Thủ phủ khu tự quản Velika Polana đóng tại Velika Polana.